# Ramaria fennica
Ramaria fennica (Petter Adolf Karsten, 1868 ex Adalbert Ricken, 1918/1920), sin. Clavaria fennica (Petter Adolf Karsten, 1868), din încrengătura Basidiomycota, în familia Gomphaceae și de genul Ramaria, denumită în popor rămurea amară, este o specie de ciuperci necomestibile nu prea răspândită care coabitează, fiind un simbiont micoriza (formează micorize pe rădăcinile arborilor), având poate și însușiri saprofite. În România, Basarabia și Bucovina de Nord, trăiește, de la câmpie la munte, crescând izolată sau în grupuri în păduri de conifere și mixte cu rășinoase sub molizi, adesea pe stratul de ace, dar, de asemenea pe mușchi și la poalele rădăcinilor. Timpul apariției este din (iulie) august până în octombrie (noiembrie).

## Taxonomie

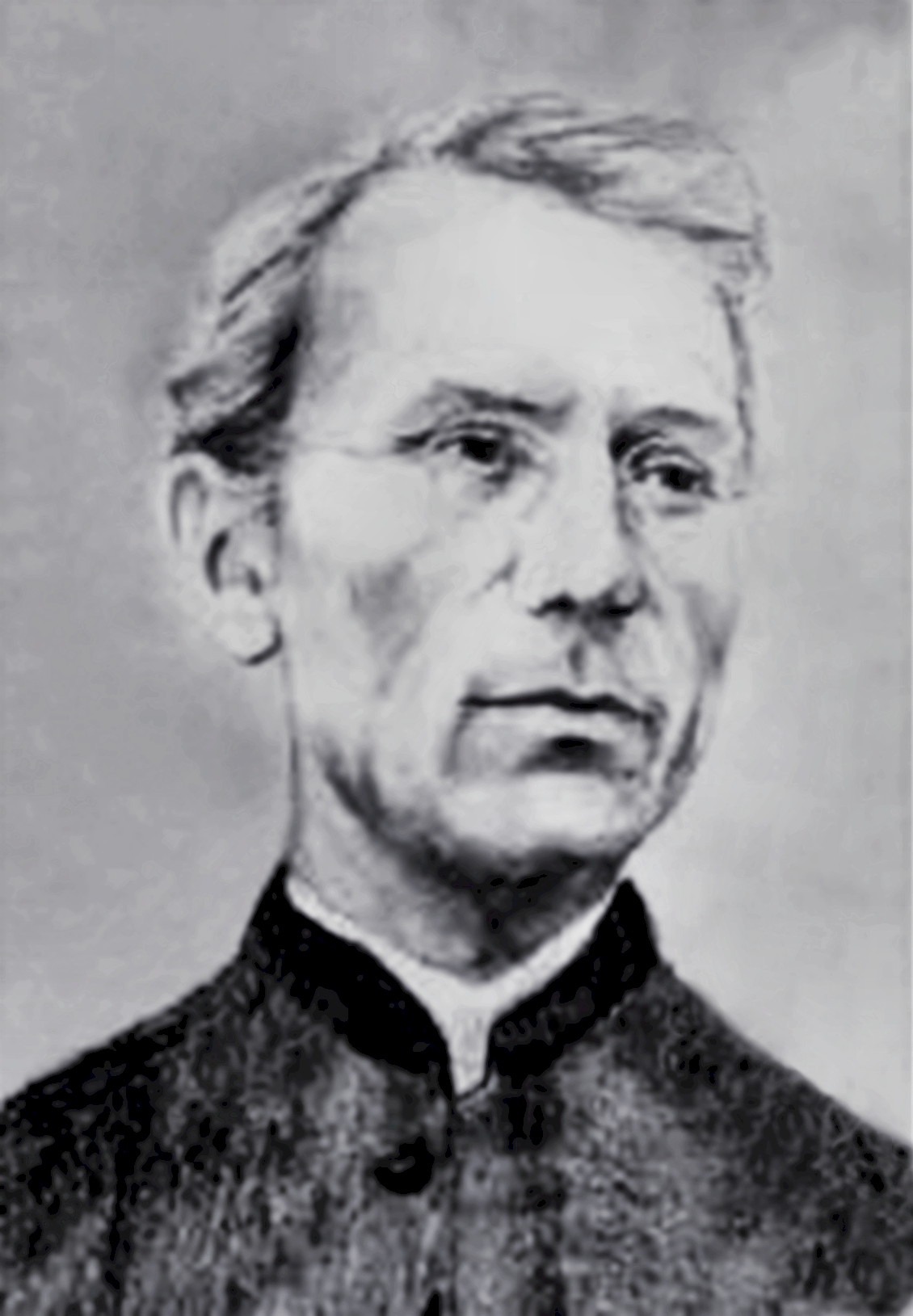
A. Ricken

Nume binomial a fost determinat drept Clavaria fennica de micologul finlandez Petter Adolf Karsten în volumul 9 al jurnalului botanic Notiser ur Sällskapets pro Fauna et Flora Fennica förhandlingar din 1868. Taxonul se mai găsește în literatura micologică până în prezent. 	
Apoi, specia a fost transferată corect la genul Ramaria sub păstrarea epitetului de micologul german Adalbert Ricken, de verificat în marea sa publicație Vademecum für Pilzfreunde - Taschenbuch zur bequemen Bestimmung aller in Mittel-Europa vorkommenden ansehnlicheren Pilzkörper din 1918, dar înregistrarea a avut loc de abia în 1920, din cauza turburărilor după Primul Război Mondial. Este numele curent valabil (2020).
Au mai fost făcute câteva alte încercări de redenumire acceptate sinonim (vezi în infocasetă) care însă (cu excepția variaților) nu sunt aplicate, fiind astfel neglijabile.
Epitetul se trage de la cuvântul neolatin (latină fennica=finlandez), hotărât de Petter Adolf Karsten în onoarea patriei sale.

## Descriere

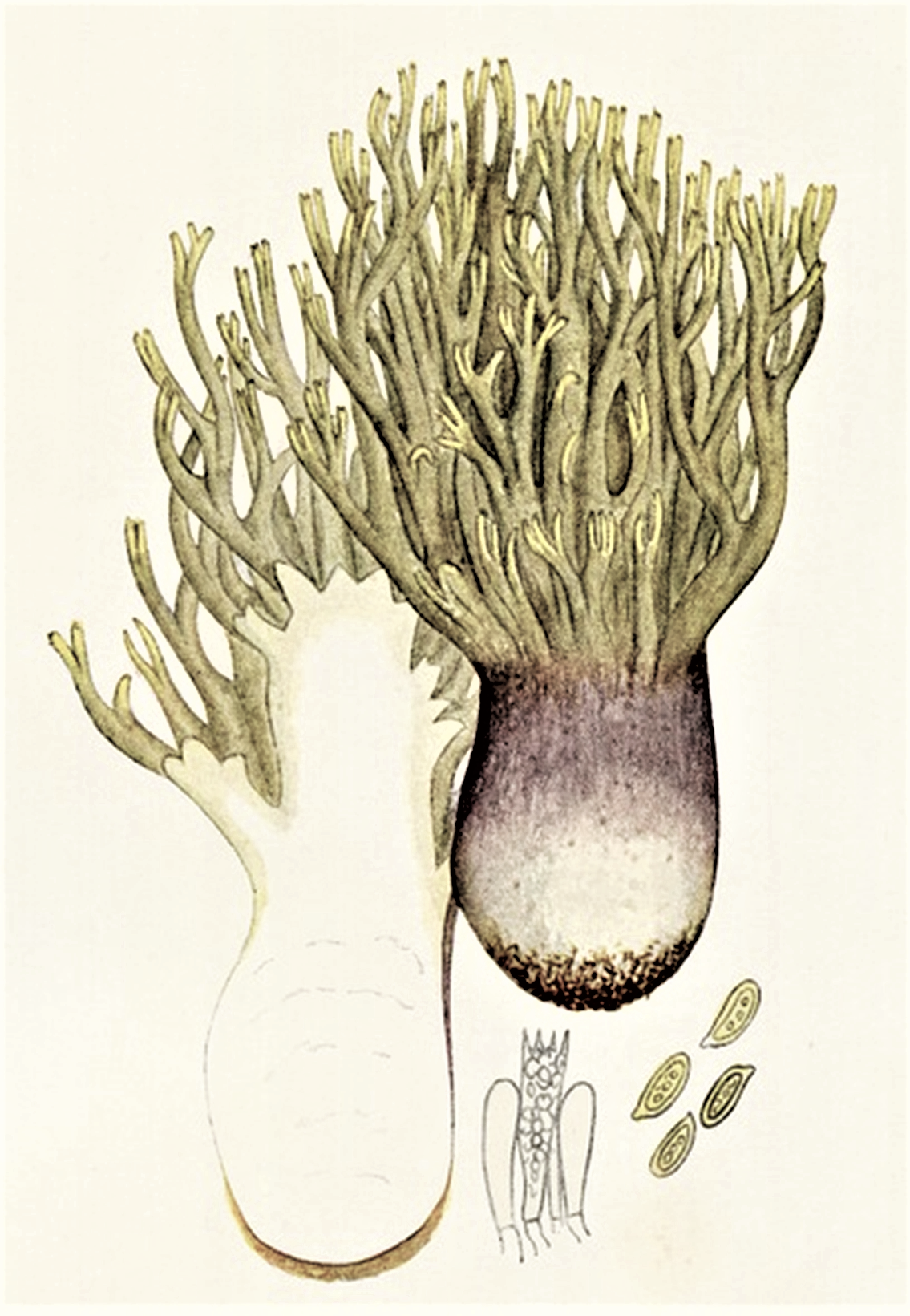
Bres.: Clavaria fennica

- Corpul fructifer:  masiv cu un aspect de corali constă din rămurele multiplu furcate în vârf care cresc în mănunchiuri de 0,5-1 (1,2)cm diametru, împărțindu-se dintr-un cocean compact. Ramificațiile sunt verticale, paralele, neregulat rotunde și numai puțin îndoite. În total, corpul fructifer ajunge la o lățime maximală de până la 10 (15)cm și o înălțime de 7-12cm. Suprafața este umedă și coloritul inițial deschis bej-ocru, adesea cu nuanțe violacee, devine la bătrânețe brun-cenușiu până brun-măsliniu. Vârfurile sunt în tinerețe galbene.
- Trunchiul: este nu rar atât de lung cât lat cu un diametru de 4 (6)cm, fiind gros, conic, uneori bulbos, cărnos și compact, ceva apos. Din el decurg numeroase ramuri mai groase care se împart mai departe în rămurelele subțiri descrise mai sus. Piciorul albicios cu o tentă de liliaceu sau roz și marmorat apos pe dinăuntru prezintă rizomorfe albe.
- Carnea: albă este în trunchi compactă și casantă, dar în ramuri fragilă. Mirosul este la exemplare tinere imperceptibil, devenind cu avansarea în vârstă slab pământos, gustul fiind amar.[4][5]
- Caracteristici microscopice: are spori cyanofili⁠(de)[traduceți], hialini (translucizi), elipsoidali până fusiformi destul de mari, cu pereți subțiri de 0,2-0,3μm grosime și un apicul între 0,7-1,2μm,  măsurând 14 (15,2) x (3,8) 4-6  microni. Suprafața este presărată cu negi de dimensiuni inegale, izolați, neregulat rotunzi spre scurt cuplați. Pulberea sporilor este ocru-gălbuie. Basidiile clavate de 40-60 x 6-10 microni cu fibule la bază, dezvoltă 3-4 sterigme de 5-7,7μm fiecare care sunt verde-măslinii cu un conținut fin picurat până aspru granulat. Hifele corpului fructifer au catarame abundente și forme foarte diferite. Astfel de exemplu, hifele sub-himeniale sunt confuz neregulate cu pereți paraleli de 2-3µm, membranele fiind subțiri (0,2-0,3µm) și netede, iar hifele din trama ramurilor aproape de sub-himeniu de 2-5µm mai că regulate pe alocuri și spre centru iregulare, cu pereți paraleli sau neregulați, slab bulboase cu de obicei între 2,5-11,5µm, uneori cu catarame sau septuri. În sfârșit, hifele trunchiului sunt  încâlcite, iregulare, cu pereți paraleli și neregulați de (2) 2,5-10,5μm grosime și membrane de 0,3-0,8 (-1,2)μm în mare parte netede, dar unele pot fi slab încrustate. Cataramele sau septurile prezintă adesea umflături în formă de fiolă de până la 12μm.[9][10]
- Reacții chimice: himeniul se decolorează cu acid sulfuric de 30-50% repede crem-ocru până galben-ocru, clarificându-se cu timpul, himeniul cu fenol negativ sau ocru murdar închis, iar carnea imediat palid roz murdar și exteriorul cu hidroxid de potasiu de aproximativ 20% imediat ocru-portocaliu, apoi încet brun-roșiatic până la murdar roșu sângeriu, dar carnea doar palid ocru-roz murdar.[11][12]

Chiar și specialiștii în ciuperci au probleme cu diferențierea buretelui matur sau bătrân cu alte specii ale acestui gen.

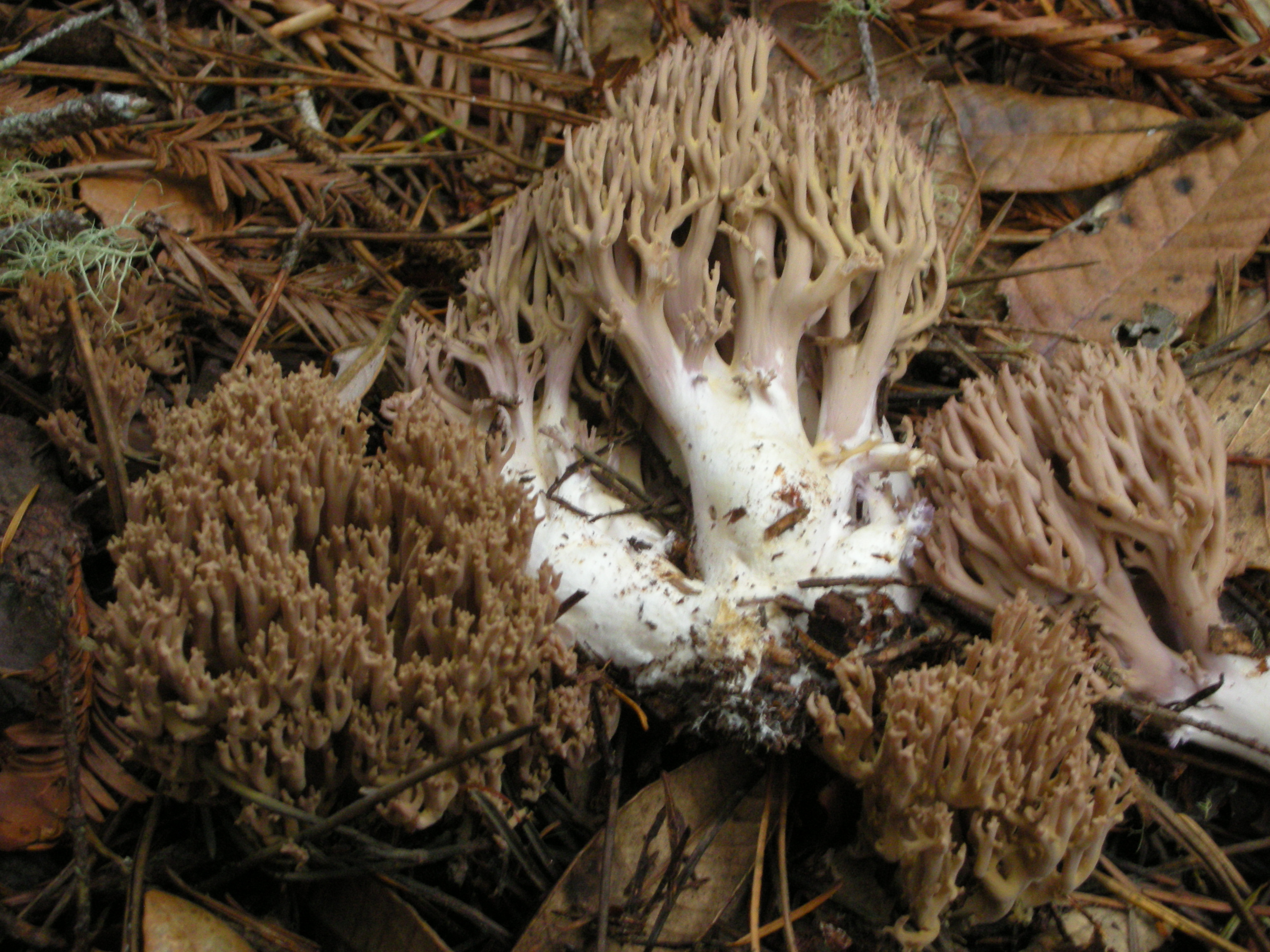
R. fennica mature și bătrâne
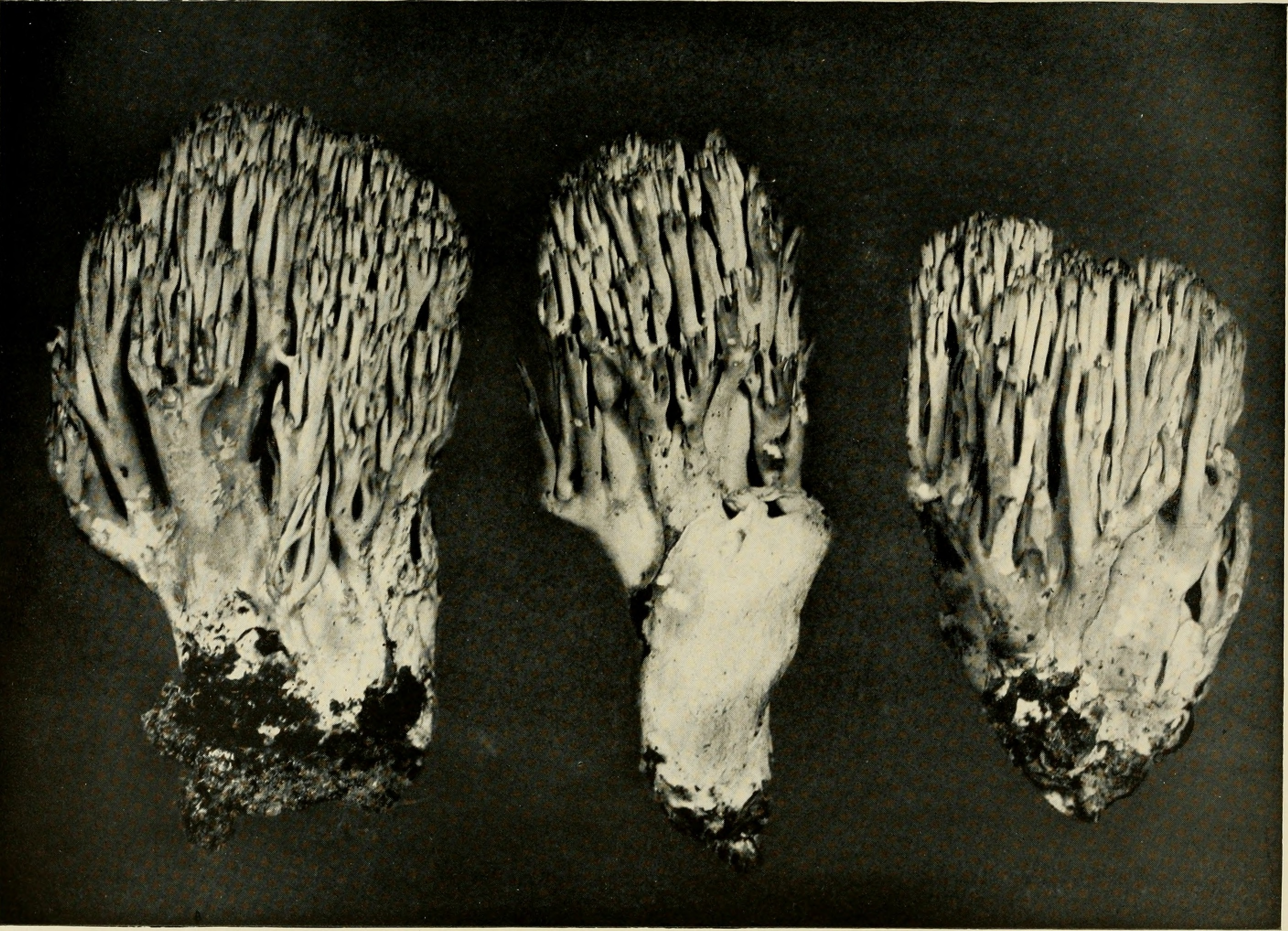
R. fennica, aspecte diferite

## Confuzii
Buretele ar putea fi confundat cu Cladonia cenotea (culinar neînsemnătoare), Clavulina cinerea (comestibilă), Clavulina coralloides (comestibilă), Clavulina rugosa (comestibilă, de valoare inferioară), Ramaria abietina (necomestibilă), Ramaria broomei (necomestibilă, amară), Ramaria eumorpha (necomestibilă), Ramaria flaccida (necomestibilă), Ramaria flavescens (comestibilă), Ramaria flavobrunnescens (comestibilă), Ramaria formosa (otrăvitoare, elastică și puțin ațoasă, gustul devine în timpul dezvoltării din ce în ce mai amar), Ramaria gracilis (comestibilă), Ramaria largentii (comestibilă) Ramaria obtusissima (comestibilă, puțin gustoasă),  Ramaria pallida (otrăvitoare) Ramaria rufescens (comestibilă),  Ramaria stricta sin. Ramaria condensata (necomestibilă, gust slab de anason, dar piperat, destul de amar și astringent), sau Ramaria testaceoflava (necomestibilă) precum cu Thelephora palmata (necomestibilă).

## Specii asemănătoare în imagini

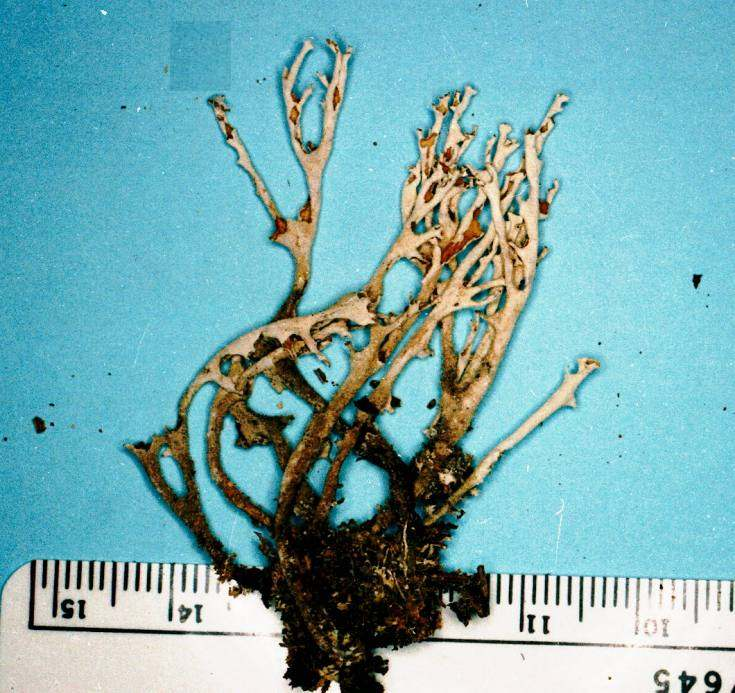
Cladonia cenotea
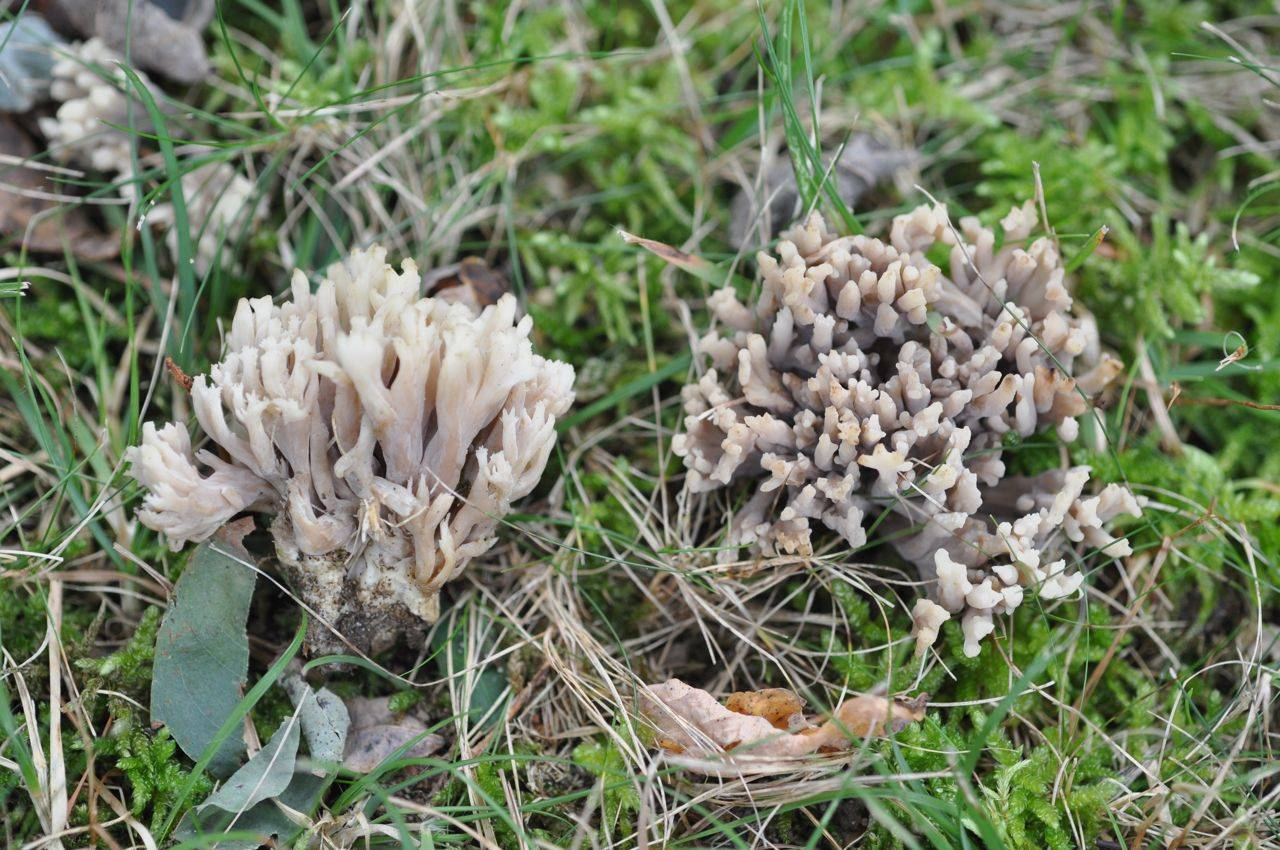
Clavulina cinerea
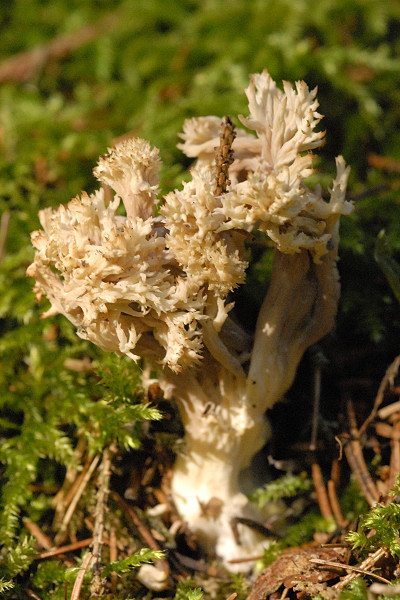
Clavulina coralloides
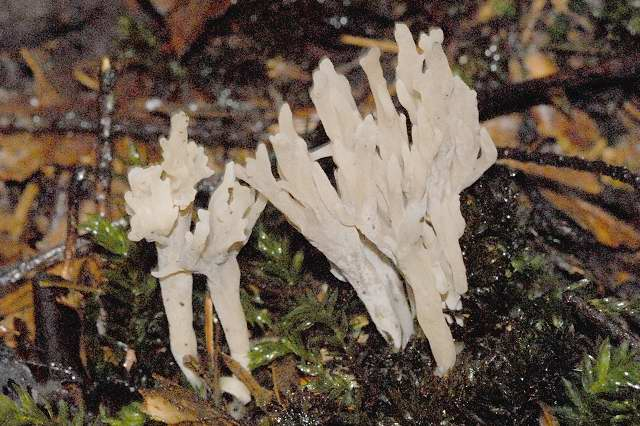
Clavulina rugosa
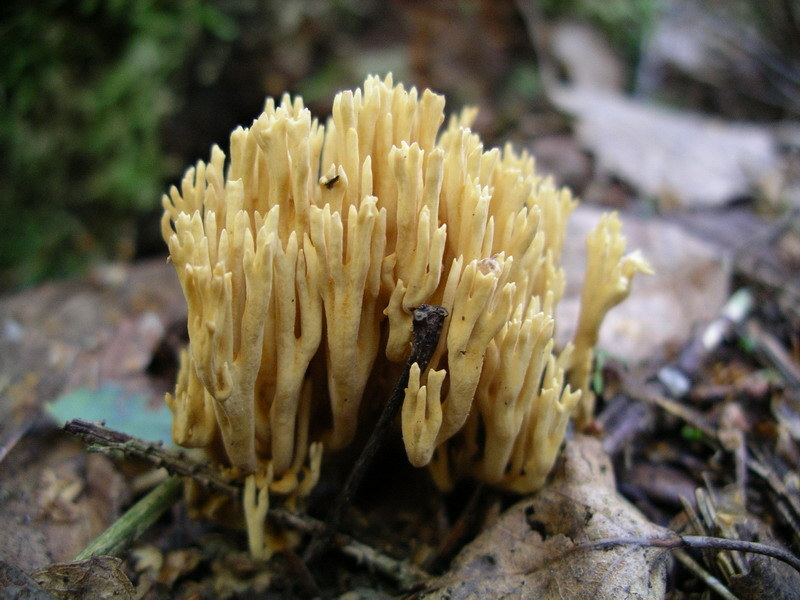
!Ramaria abietina!
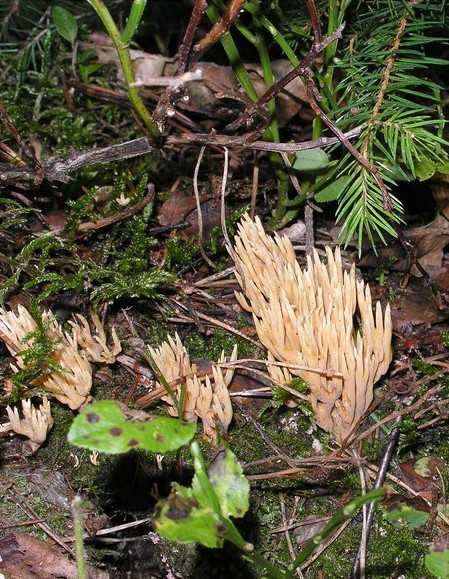
!Ramaria eumophoria sin. Ramaria invalii!
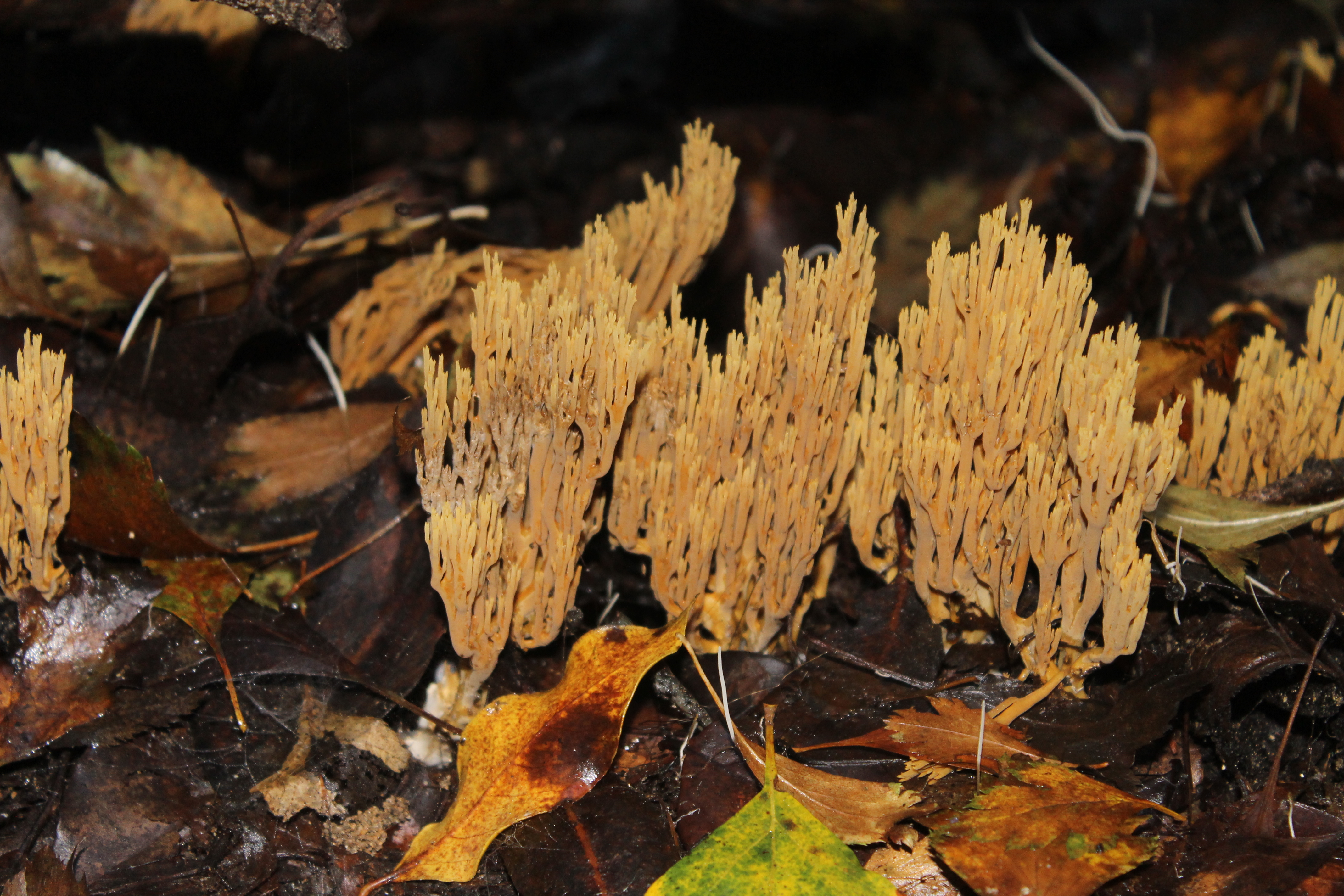
!Ramaria flaccida!
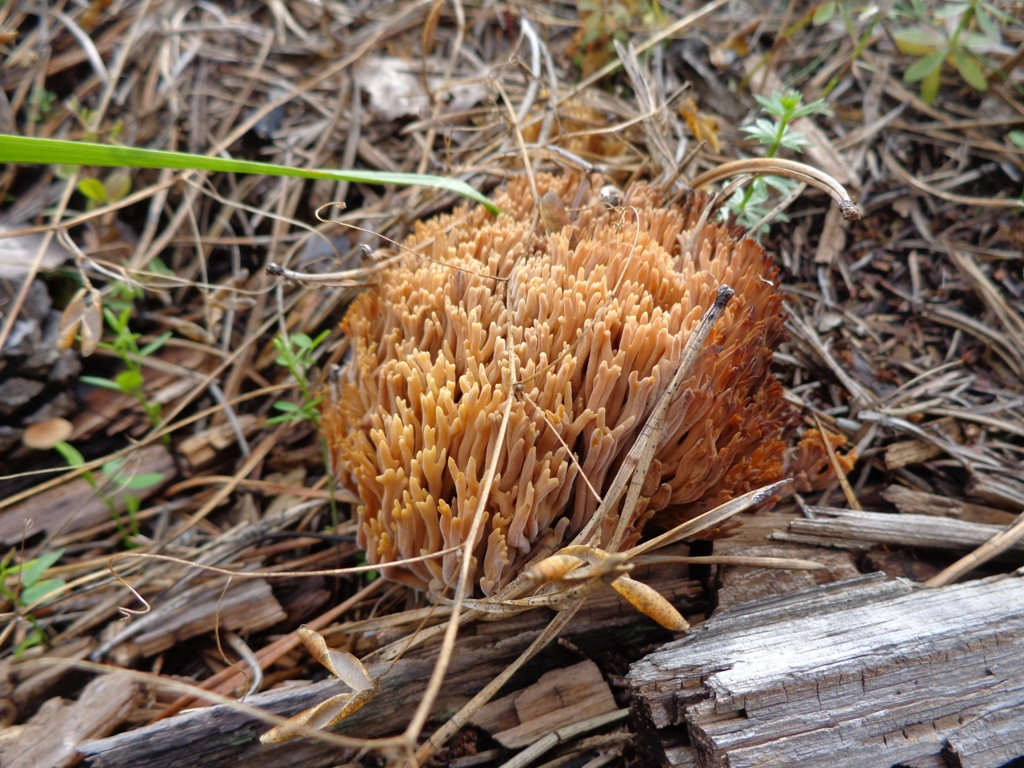
Ramaria flavescens
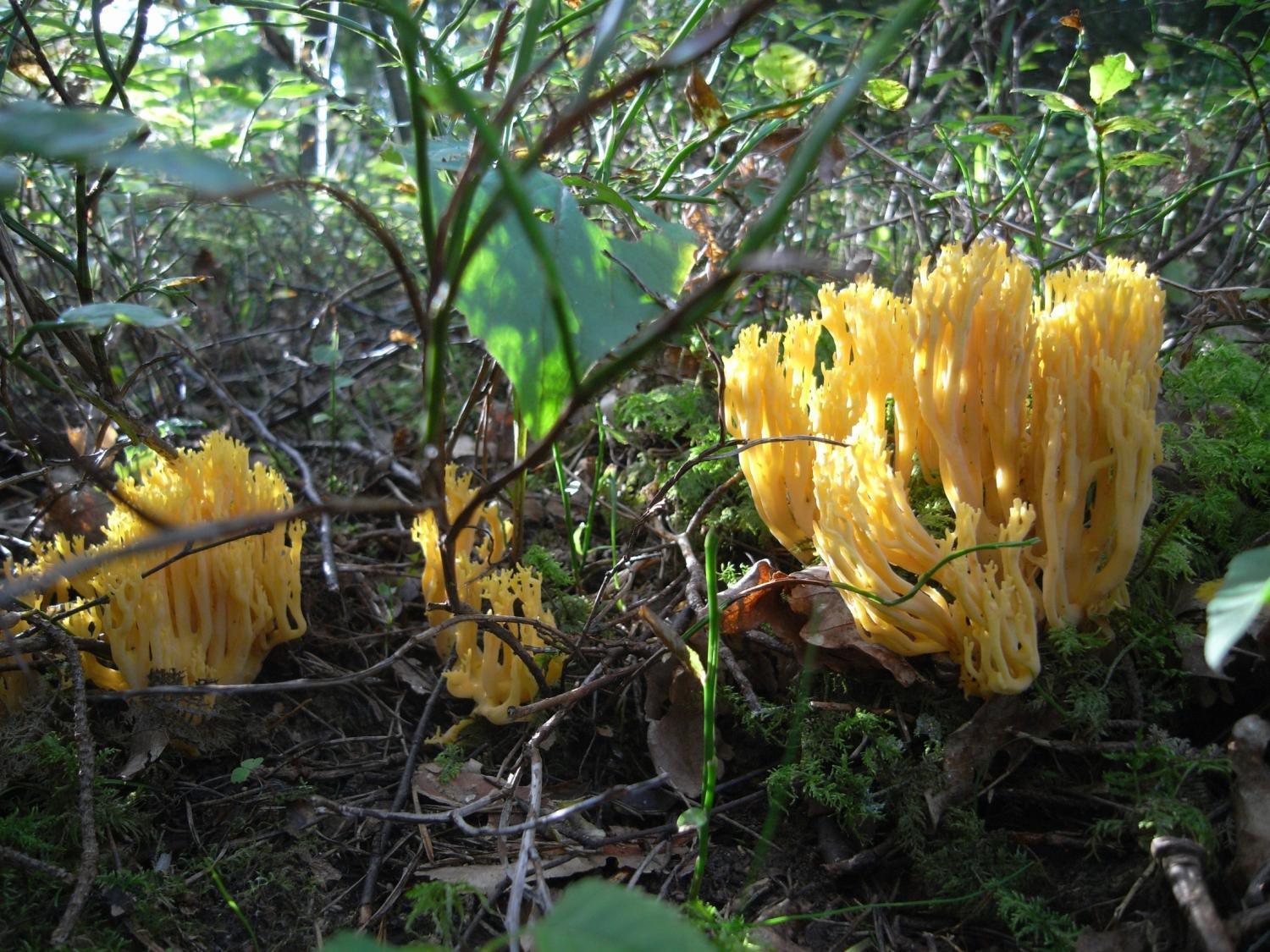
Ramaria flavobrunnescens

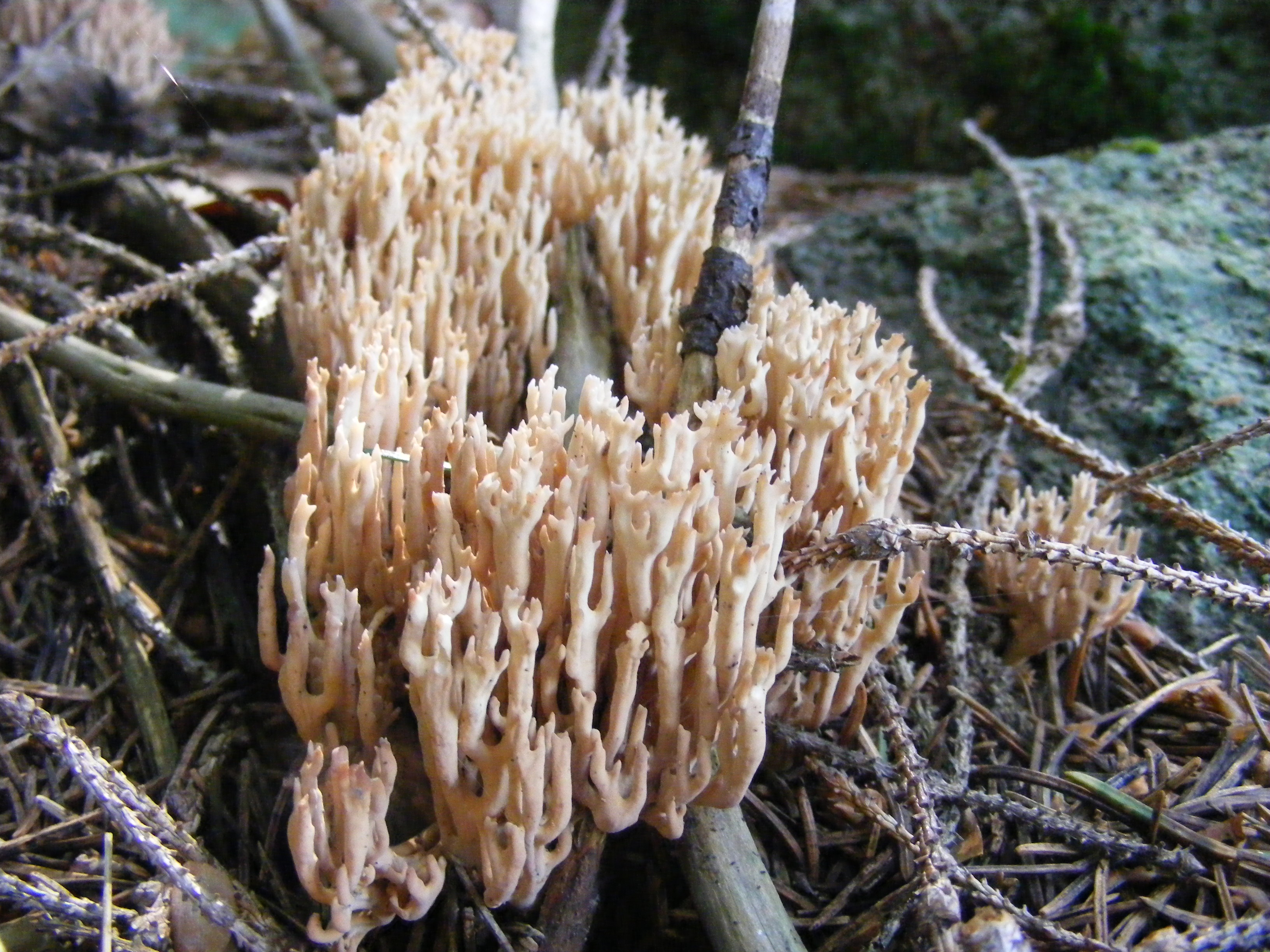
!!Ramaria formosa!!
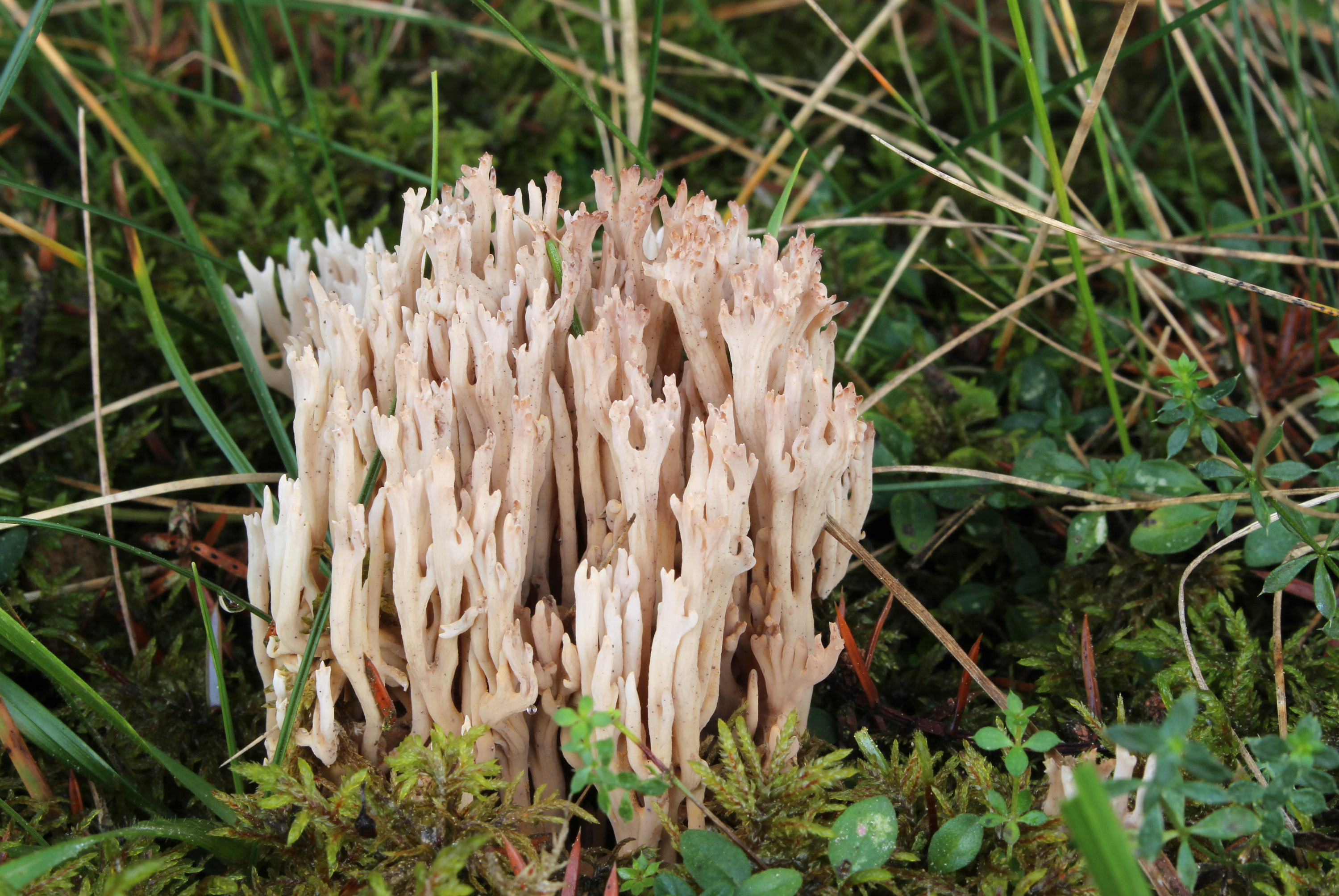
Ramaria gracilis
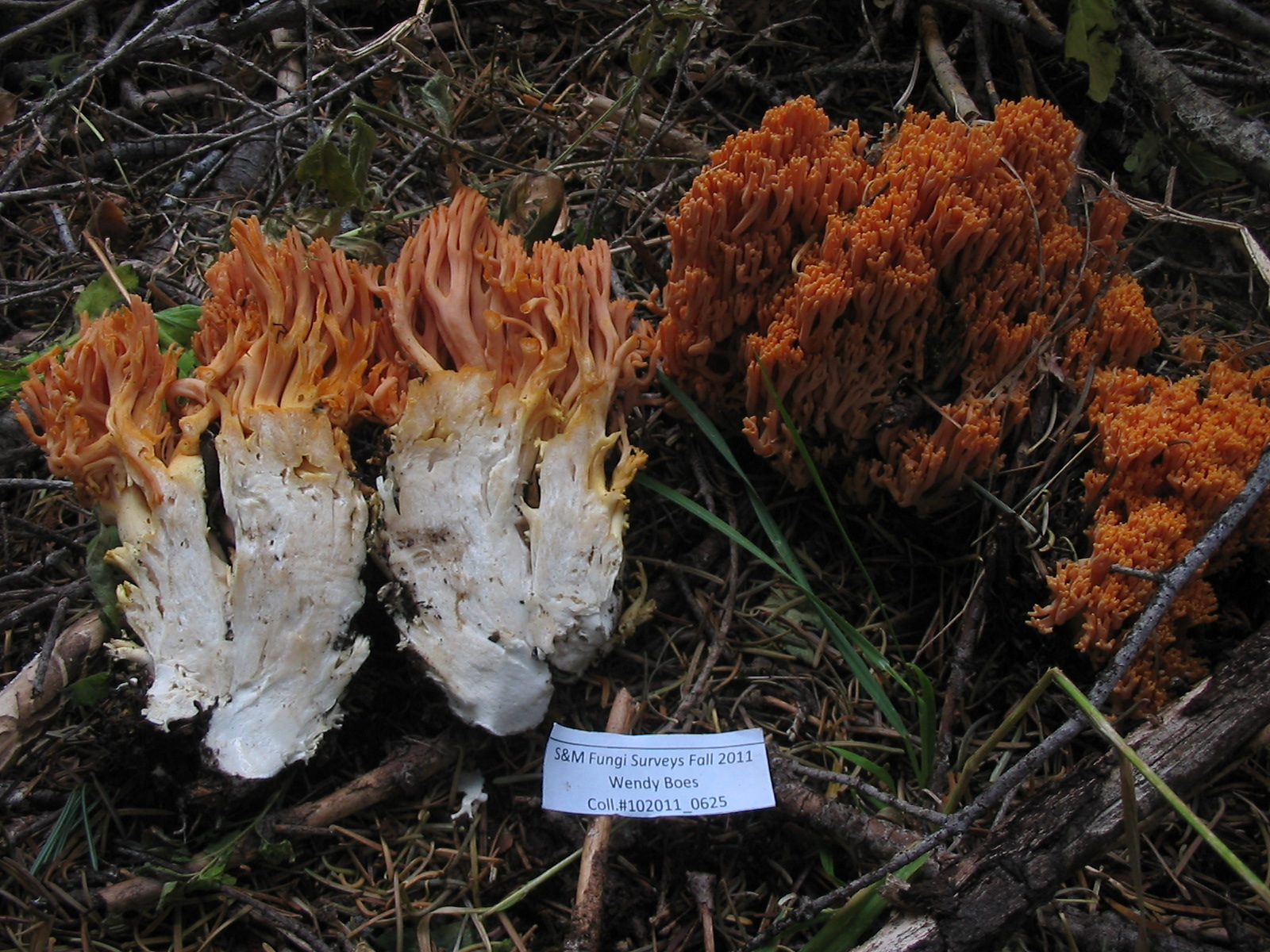
Ramaria largentii
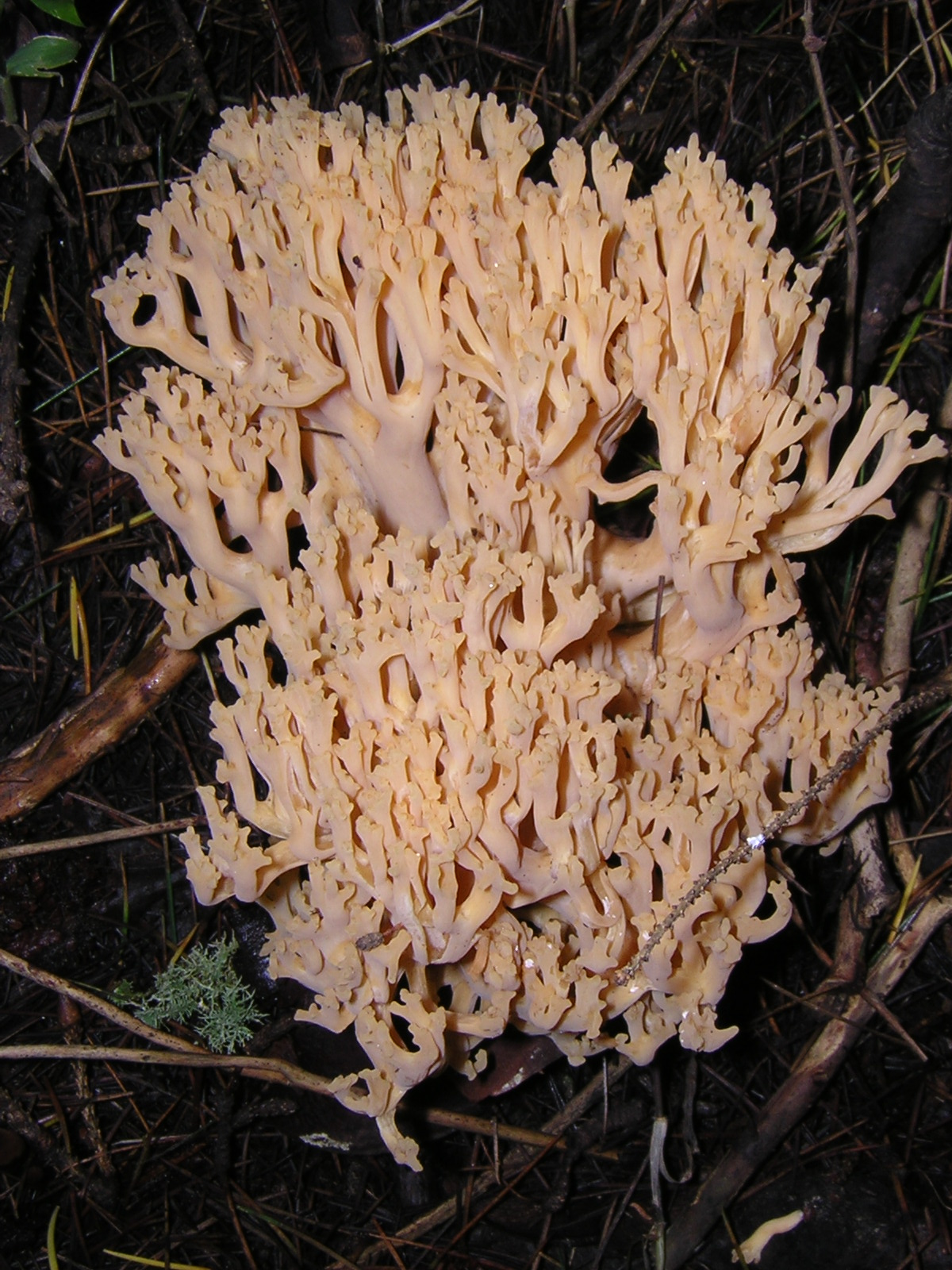
Ramaria obtusissima
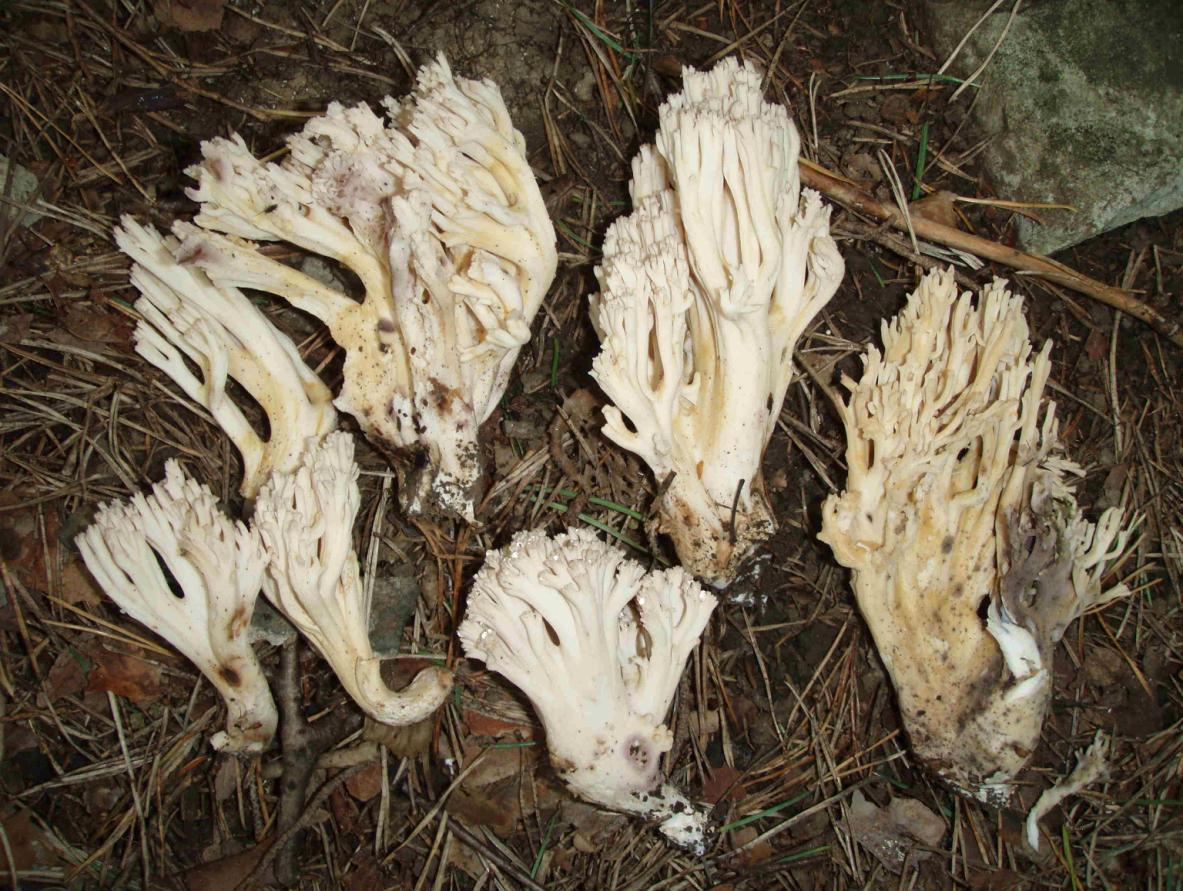
!Ramaria pallida!
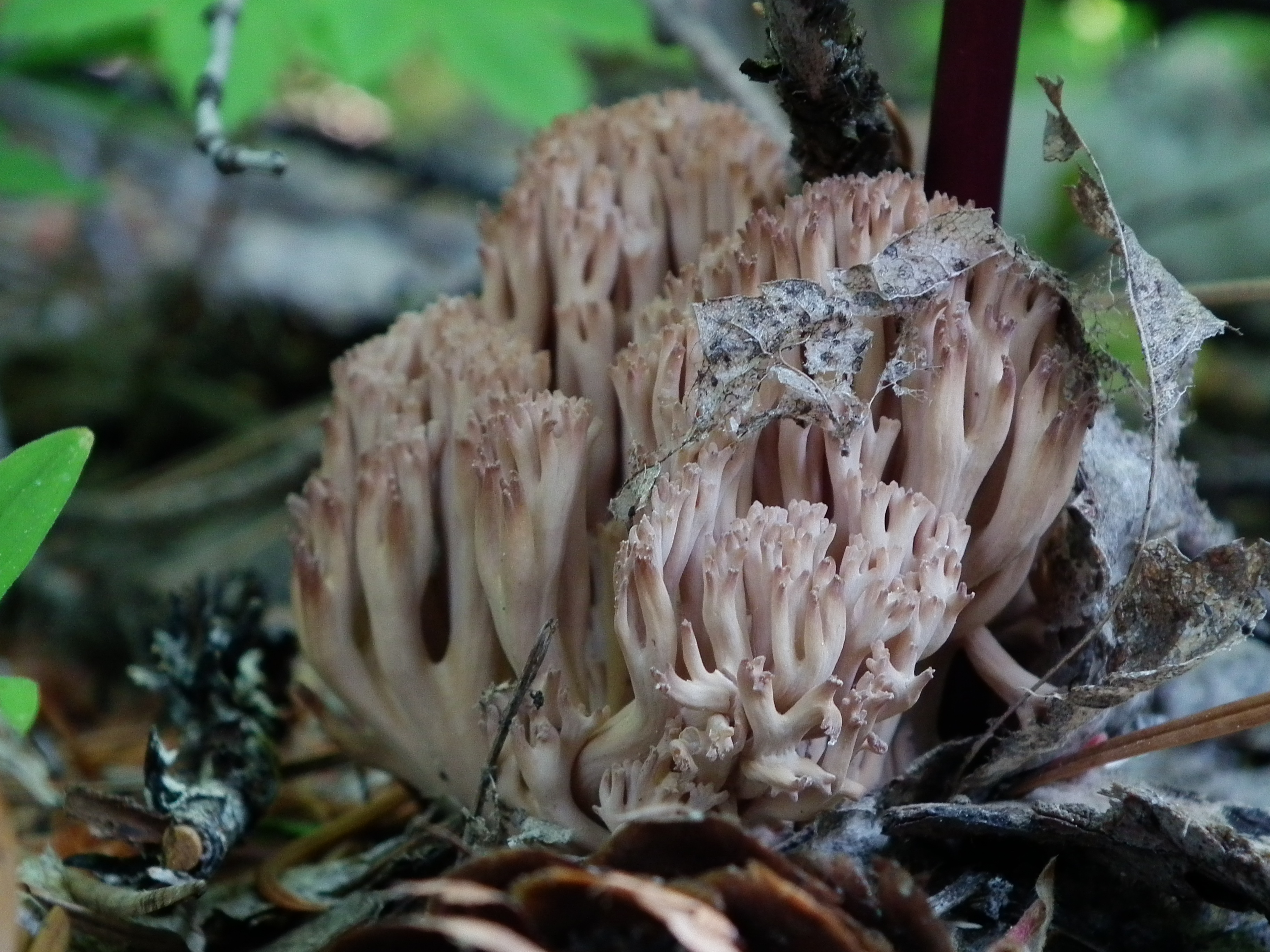
Ramaria rufescens
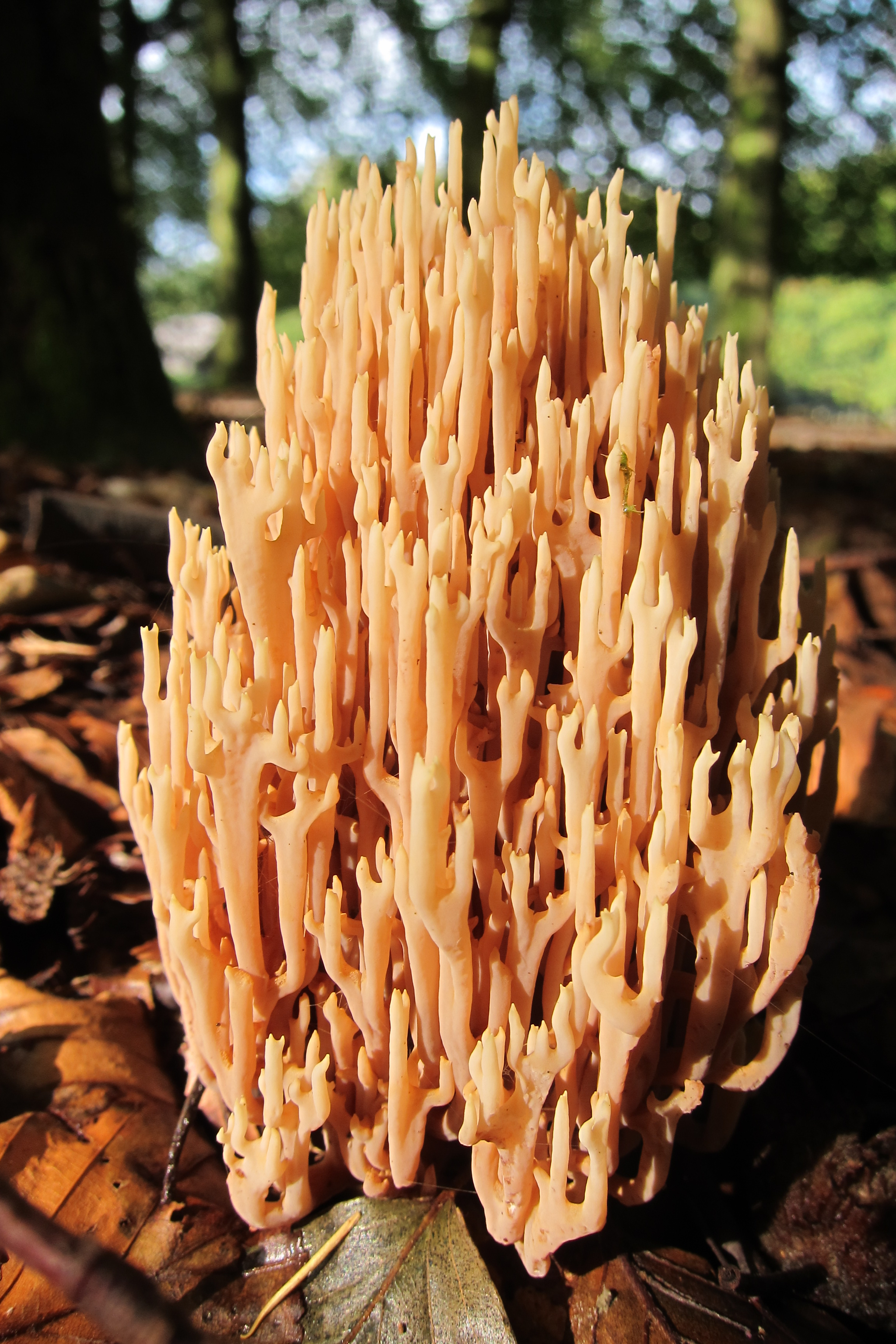
!Ramaria stricta!
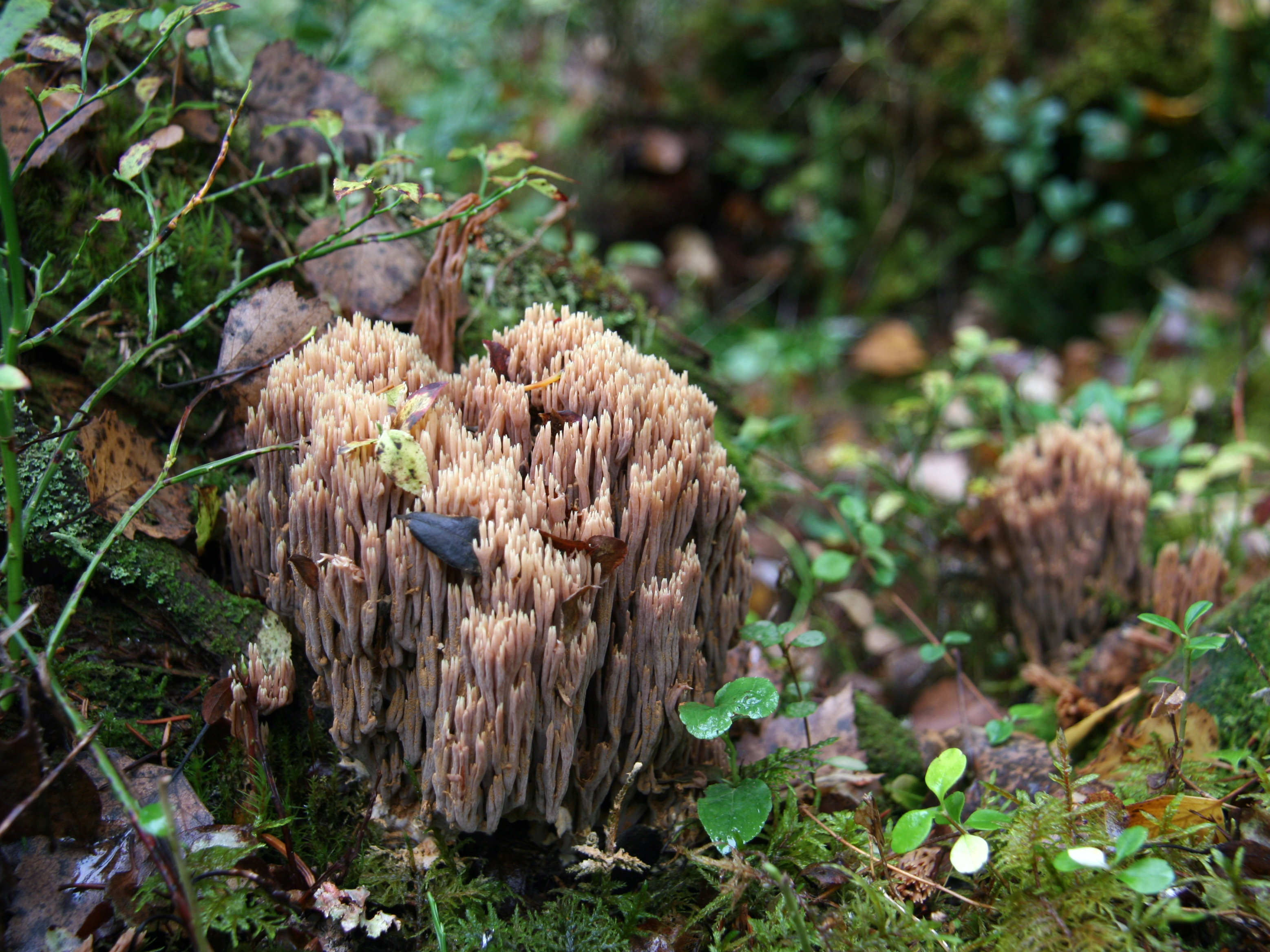
!Ramaria testaceoflava!
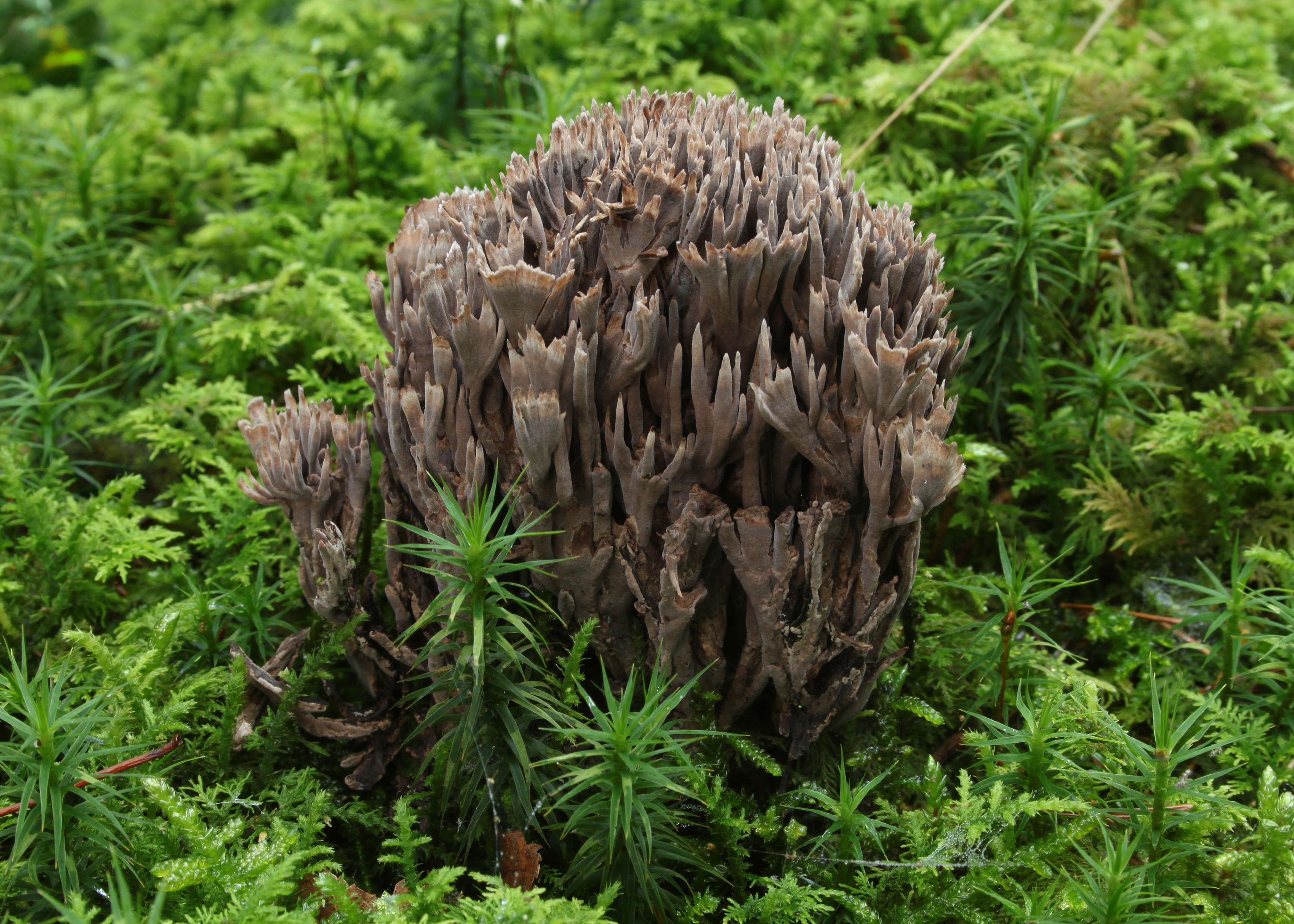
!Thelephora palmata!

## Valorificare
Ciuperca nu este comestibilă, din cauza gustului amar.